# Schlossgrabenfest

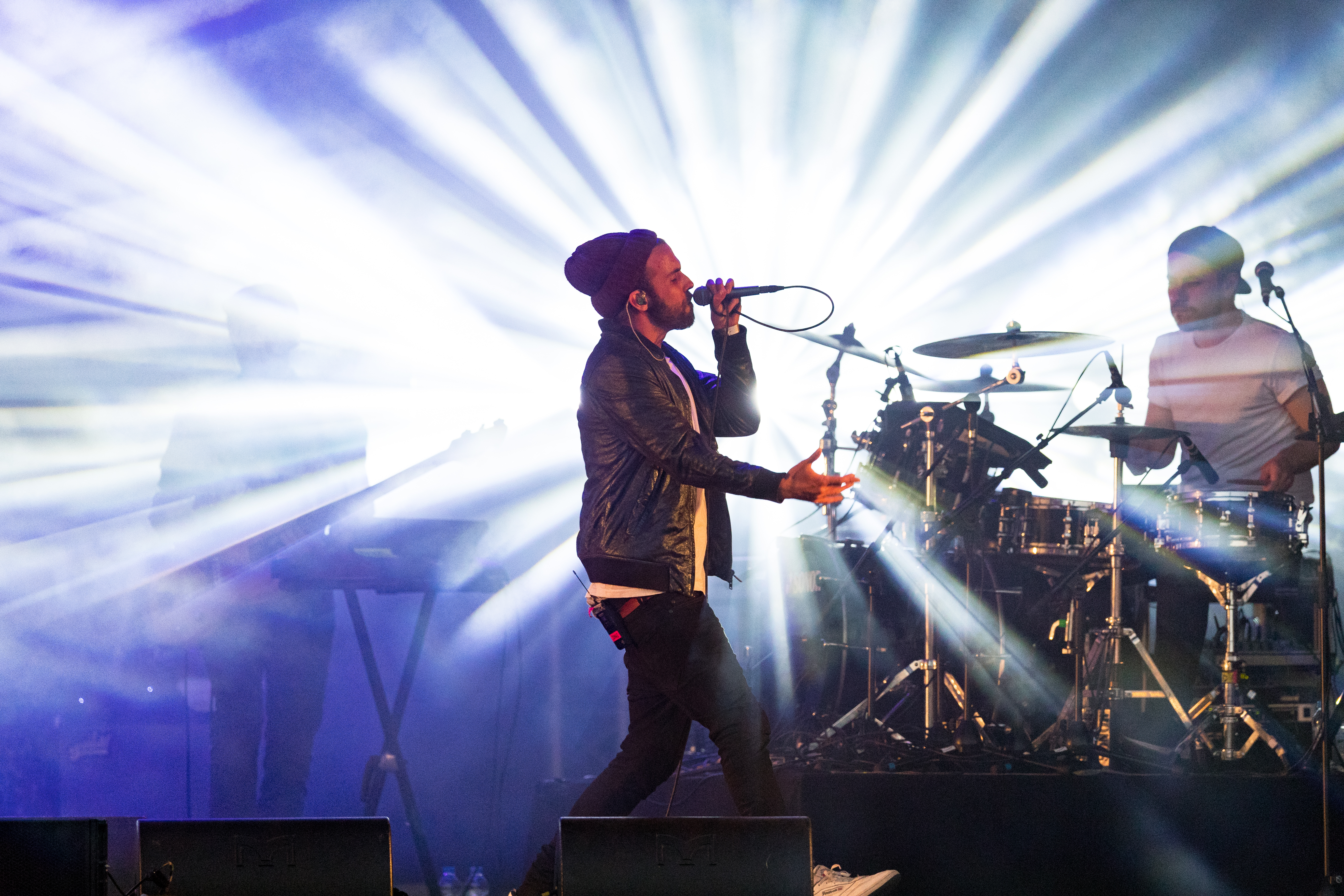
OK Kid auf dem Schlossgrabenfest 2017

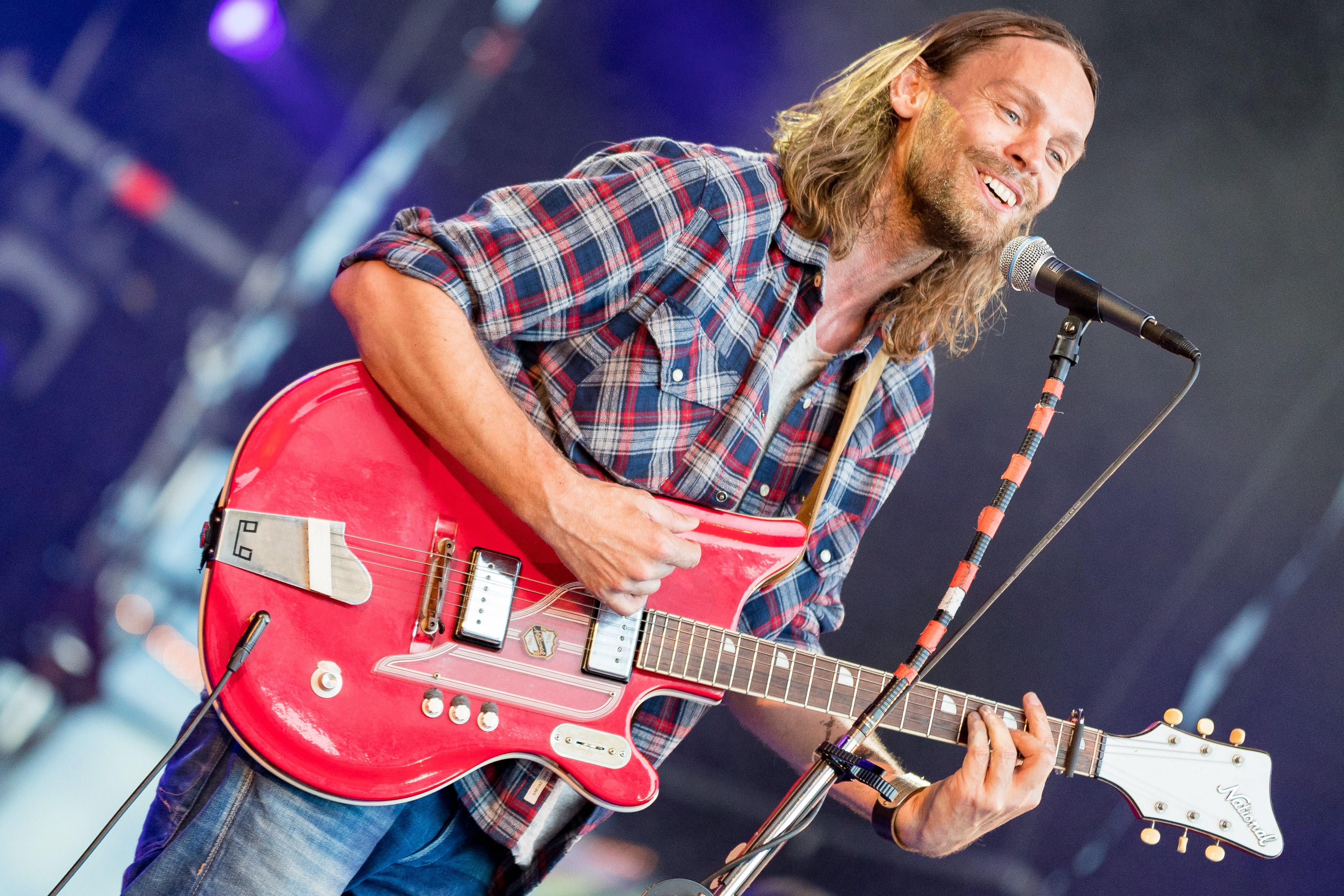
Ingo Pohlmann auf dem Schlossgrabenfest 2017

Das Schlossgrabenfest ist das größte Musikfestival Hessens und eine der größten Open-Air-Veranstaltungen in Deutschland. Es findet seit 1999 jedes Jahr am letzten Maiwochenende rund um das Residenzschloss sowie den Friedens- und Karolinenplatz in Darmstadt statt. Das musikalische Spektrum reicht von Rock, Pop, Electro, Reggae und Hip-Hop bis hin zu Soul und Jazz.

## Geschichte
Bei der ersten Auflage der Veranstaltung im Jahr 1999 fand das Fest von Freitag bis Sonntag statt und hatte 50.000 Besucher an zwei Bühnen. Im Jahr 2000 wurde das Festival um einen Tag verlängert und findet seitdem von Donnerstag bis Sonntag statt. Seit dem Jahr 2001 traten Bands auf nunmehr vier Bühnen auf. Zum fünfjährigen Bestehen kamen 300.000 Besucher. Im Jahr 2007 gab es erstmals eine weitere Bühne, auf der ausschließlich Newcomerbands wie 2009 Radiopilot vor größerem Publikum spielten. 2008 besuchten 440.000 Menschen an vier Tagen die Konzerte und Shows von mehr als 60 Bands. Im Jahr 2011 waren während des internationalen Topacts 100.000 Menschen gleichzeitig auf dem Schlossgrabenfest, sodass an den Eingängen Menschen zurückgehalten werden mussten.
Neben vielen kleineren regionalen und überregionalen Bands treten jedes Jahr deutschlandweit bekannte Musiker auf, beispielsweise Juli, H-Blockx, Die Happy, Donots und The Capones. Jährlich treten somit zwischen siebzig und neunzig Bands auf. 
Bei der zehnten Auflage des Open Airs 2008 wurde mit The Hooters erstmals ein internationaler Topact präsentiert. Diese Entwicklung konnte fortgeführt werden, so dass im Jahr 2010 Right Said Fred und im Jahr 2011 Sunrise Avenue auftraten.
Im Jahr 2016 kam es während des Festivals zu mehreren sexuellen Übergriffen in Form des sogenannten Antanzens. Ende Mai lagen 14 Anzeigen vor.
Im Jahr 2020 fand das Schlossgrabenfest aufgrund der COVID-19-Pandemie erstmals nicht statt, auch für 2021 wurde es abgesagt.
Im Jahr 2023 kam es infolge zu vieler gleichzeitiger Besucher bei einem Konzertauftritt der Künstlerin Ayliva zu insgesamt 160 verletzten Personen.

## Organisatorisches

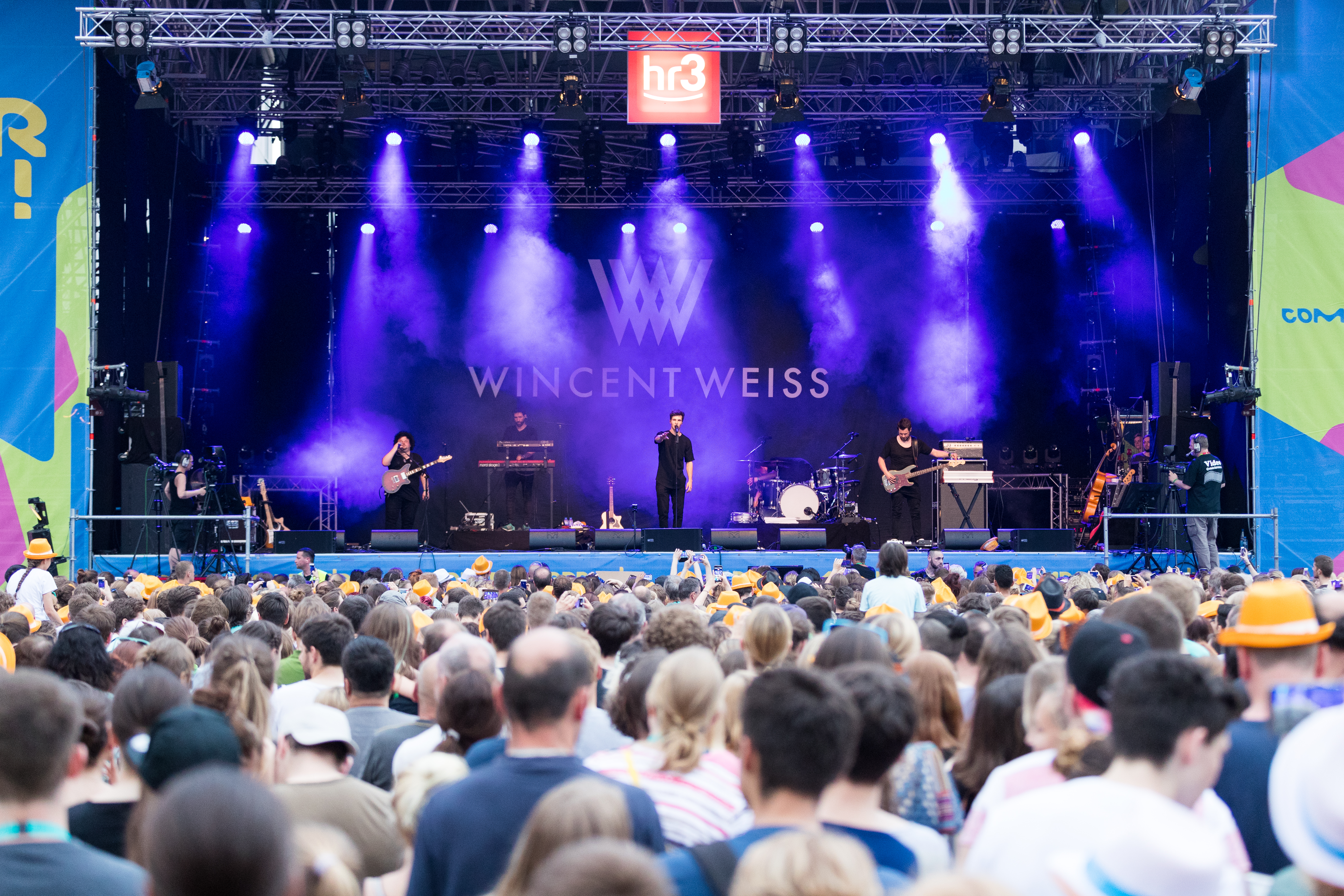
Wincent Weiss auf dem Schlossgrabenfest 2017

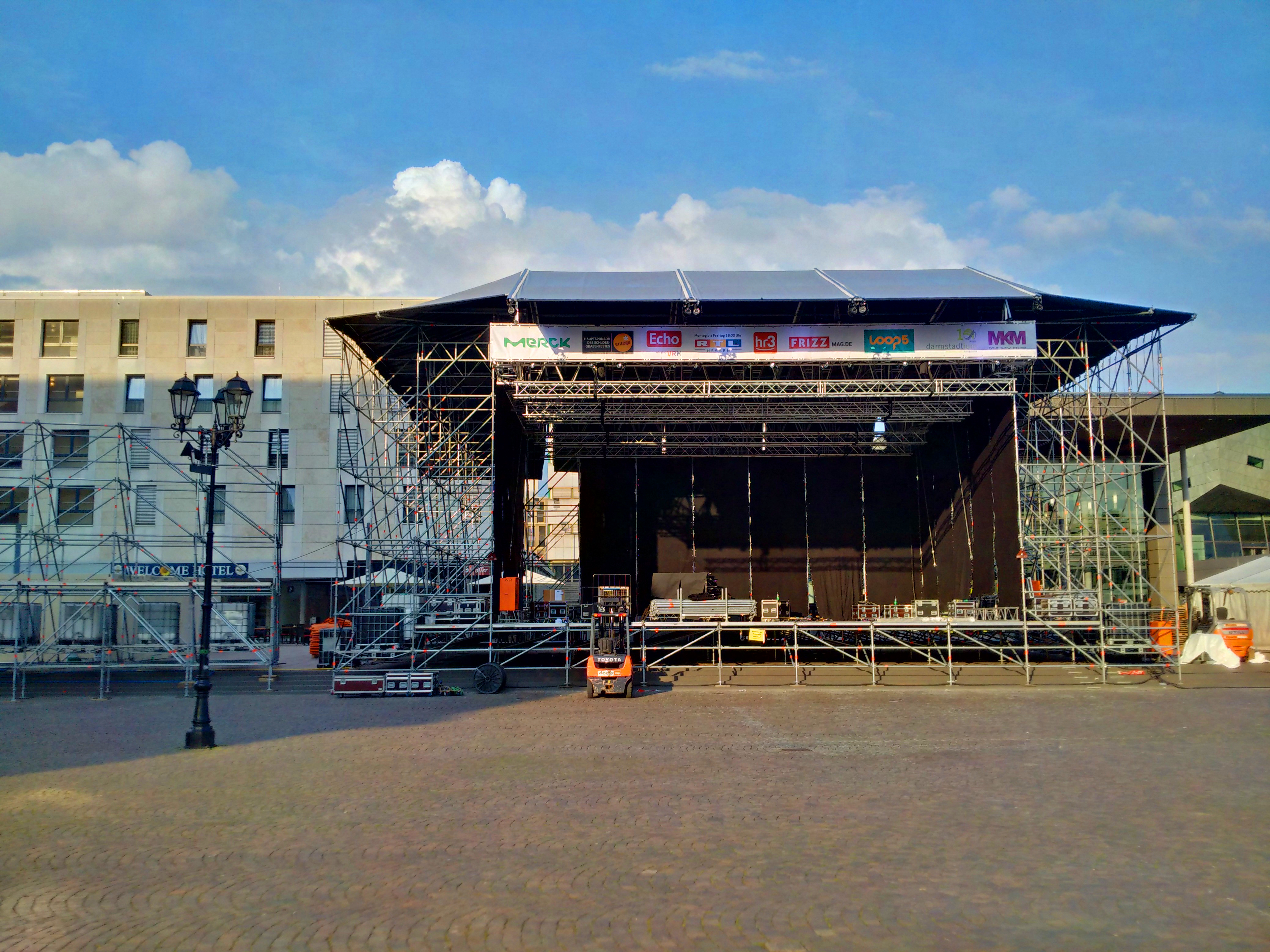
Aufbau der Hauptbühne für Schlossgrabenfest 2018

Im Jahr 2007 wurden einige organisatorische Veränderungen beschlossen; so wurde das gesamte Festgelände umzäunt und mit Einlasskontrollen versehen. Darüber hinaus wurden einige Bühnen anders angeordnet. 2011 wurden, unter den Eindrücken des Loveparade-Unglücks in Duisburg, die Umzäunung des Geländes anders angeordnet sowie weitere Leinwände aufgestellt, auf denen das Programm der Hauptbühne übertragen wird.
Finanziert wird das Schlossgrabenfest unter anderem durch Sponsoren und Werbung. So ist jede der Bühnen einem Hauptsponsor zugeordnet. Es finden sich auf dem Gelände viele Werbebanner, und die Videoübertragung auf den Leinwänden wird regelmäßig von kurzen Werbeclips unterbrochen, allerdings ohne den Ton zu beeinträchtigen. Eigene Getränke dürfen nicht mit auf das Festgelände gebracht werden. Dort erworbene Getränke werden ausschließlich in dafür vorgesehene Mehrwegbecher ausgeschenkt. Besucher können diesen Becher einmalig gegen einen „Kulturbeitrag“ von 8 Euro (Stand 2020) erwerben. Mit diesem erhalten die Besucher außerdem seit 2017 bevorzugten Einlass bei hohem Besucheraufkommen.
Im Jahre 2022 wurde erstmals Eintritt verlangt.

## Historie
Das Schlossgrabenfest nahm in den Jahren folgende Entwicklung:
| Jahr | Besucher    | Top Acts                                                                                             |
| ---- | ----------- | --- |
| 1999 | 050.000     | Ska Trek, PHUNK M.O.B                                                                                |
| 2000 | 200.000     | Paddy goes to Holyhead, Tobsucht, Glow                                                               |
| 2001 | 280.000     | Rodgau Monotones, Bell, Book & Candle, Cashma Hoody, Glow, HyperChild, Banana Fishbones              |
| 2002 | 280.000     | Liquido, Vivid                                                                                       |
| 2003 | 300.000     | Scycs                                                                                                |
| 2004 | 400.000     | H-Blockx                                                                                             |
| 2005 | 400.000     | Bosse, Lyn, MerQury                                                                                  |
| 2006 | 350.000     | Juli, Fools Garden                                                                                   |
| 2007 | 350.000     | DIE HAPPY, The Busters, Virginia Jetzt, Karpatenhund                                                 |
| 2008 | 440.000     | The Hooters, Revolverheld, Liquido, Pohlmann, Badesalz                                               |
| 2009 | 400.000     | Luxuslärm, Donots, Extrabreit, Max Mutzke, Russkaja, Emil Bulls                                      |
| 2010 | 400.000     | Right Said Fred, Killerpilze, J.B.O., 2RAUMWOHNUNG, Itchy Poopzkid                                   |
| 2011 | 440.000     | Sunrise Avenue, Klaus Lage Band, Marteria, Jupiter Jones, Kraftklub                                  |
| 2012 | 400.000     | Glasperlenspiel, Flo Mega, Leningrad Cowboys                                                         |
| 2013 | 410.000     | MIA, Laith Al-Deen, Selig, Großstadtgeflüster, Chima, Ohrbooten                                      |
| 2014 | 413.000     | Bosse, McFitti, Christina Stürmer                                                                    |
| 2015 | 500.000     | Andreas Bourani, Mark Forster, Wise Guys, Eisbrecher                                                 |
| 2016 | 400.000     | Namika, Luca Hänni, Feine Sahne Fischfilet, Die Prinzen, Stefanie Heinzmann, Miss Platnum, Seven     |
| 2017 | 400.000     | Max Giesinger, Wincent Weiss, Glasperlenspiel, Staubkind, OK Kid, Jonas Monar                        |
| 2018 | 500.000     | Nena, Nico Santos, Hermes House Band & Lou Bega, Marquess, JBO, Blackout Problems, Tom Gregory       |
| 2019 | 400.000     | Michael Schulte, voXXclub, Mike Singer, Josh, Eli                                                    |
| 2020 | ausgefallen | |
| 2021 | ausgefallen | |
| 2022 | 45.000      | Howard Carpendale, Alice Merton, Tim Bendzko, Milow, Malik Harris, Boppin’B, Nura, Blackout Problems |
| 2023 | 120.000     | Michael Schulte, Ayliva, Montez, Clockclock, Kamrad, 1986zig, Mayberg                                |
| 2024 |             | Isaak, Ikke Hüftgold, Jeremias, 01099                                                                |